# Morrie Roizman
Morris „Morrie“ Roizman (* 15. April 1912 in Berdytschiw, Russisches Kaiserreich; † 12. April 1985 in New York City) war ein russisch-amerikanischer Filmeditor und Dokumentarfilmer.

## Leben
Nachdem seine Eltern mit ihm vor der Russischen Revolution geflohen waren, lebte Morris Roizman in New York City. Im Alter von 16 Jahren verließ er die Schule und schloss sich Fox Movietone an, wo er anfing mit dem Produzenten und Regisseur Louis de Rochemont als Editor zu arbeiten. Roizman arbeitete am Filmschnitt mehrerer Dokumentarfilme und konnte 1955 mit der von ihm produzierten Kurzdokumentation Rembrandt: A Self-Portrait eine Oscarnominierung in der Kategorie  „Bester Dokumentar-Kurzfilm“ für sich verbuchen.
1974 zog Roizman sich aus dem Geschäft zurück und lebte fortan in Fort Lee.
Am 12. April 1985 verstarb Morris Roizman im New York University Medical Center. Er hinterließ seine Ehefrau, zwei Töchter und vier Enkel sowie den Neffen Owen Roizman, einen Kameramann, der bisher fünfmal für den Oscar nominiert war.

## Filmografie (Auswahl)
- 1941: March of Time Special: Battlefields of the Pacific
- 1942: We Are the Marines
- 1950: Cassino to Korea
- 1954: Rembrandt: A Self-Portrait
- 1957: Naked Africa
- 1959: Summer of Decision

## Nominierungen
Oscar
- 1955: Nominierung in der Kategorie „Bester Dokumentar-Kurzfilm“ mit Rembrandt: A Self-Portrait